# Nassif Majdalani
Nassif Majdalani (in arabo ناصيف مجدلاني‎?; Beirut, 10 ottobre 1913 – Beirut, 8 gennaio 1988) è stato un conduttore radiofonico e conduttore televisivo libanese, settimo presidente della Federazione calcistica del Libano (LFA), che aiutò a fondare nel 1933.
Laureatosi alla Scuola Internazionale di Choueifat (ISC), fu insignito dell'Ordine al merito libanese nel 1935, oltre che del grado di Cavaliere dell'Ordine nazionale del Cedro nel 1955 e del grado di Ufficiale nel 1970.